# 納古菌門
納古菌（學名：Nanoarchaeota），是古菌的一門，迄今只包括一個種，即由卡尔·施泰特尔於2002年在冰島的熱泉口發現的騎行納古菌（Nanoarchaeum equitans），這是在另一種古菌燃球菌上生活的專性共生菌。納古菌的細胞直徑大約400 nm，基因組只有48万個鹼基對，這是目前已發現的細胞生物中（即除掉病毒之外）基因組最小的生物。它的16S rRNA序列和其它生物相差很多，不能用通常辦法檢測到。通過核糖體小亞基rRNA的系統發生樹，初步將其單列爲一個門。